# Harro Zimmer
Harro Zimmer (* 12. Februar 1935 in Berlin; † 20. Januar 2025 in Berlin) war ein deutscher Astronom, Raumfahrtexperte und Journalist.

## Leben
Harro Zimmer wuchs mit jüngeren Geschwistern in Berlin-Kreuzberg auf. Schon als Kind beschaffte er sich ein gebrauchtes Teleskop, um den Nachthimmel zu beobachten. Nach dem Zweiten Weltkrieg besuchte er öfters die Archenhold-Sternwarte im Treptower Park im Berliner Ortsteil Alt-Treptow.
1964 erhielt er vom Advanced Study Institute der NATO ein Diplom in Astronomie. Er studierte danach an der Technischen Universität Berlin das Fach Chemie und 1966 als NASA-Stipendiat an der University of Miami das Fach Weltraumwissenschaften.
Von 1973 bis 1986 wirkte er als Vorstand im Verein der Wilhelm-Foerster-Sternwarte in Berlin, zu deren Gründungsmitgliedern er 1953 gehörte. Im Rahmen des US-amerikanischen Moonwatch-Programms beteiligte er sich in leitender Position an den Beobachtungen von Satellitenorbits. Er beobachtete bei seinen Untersuchungen nicht nur US-amerikanische, sondern auch sowjetische Satelliten, wobei er insbesondere die Funksignale der Satelliten empfing. 1975 wurde ihm für die Qualität dieser Beobachtungen die Ehrennadel der Smithsonian Institution verliehen.
Im Juli 1969 berichtete er für den Radiosender RIAS live von Apollo 11, der ersten bemannten Raumfahrtmission mit einer Mondlandung.
1976 gehörte er dem Viking-Team der National Aeronautics and Space Administration (NASA) in Kalifornien zur Erforschung des Planeten Mars an. Am 28. Januar 1986 berichtete er live vom Start und der Explosion der Raumfähre Challenger in Florida. Von 1977 bis 1995 arbeitete Harro Zimmer als leitender Redakteur beim RIAS Berlin und anschließend beim Deutschen Welle TV.
Im Planetarium am Insulaner hat er von 1963 bis 2018 fast 200 meist gut besuchte Vorträge zum Thema Raumfahrt gehalten.
Harro Zimmer verfasste zahlreiche Bücher über astronomische Objekte und die Raumfahrt. 1985 und 1993 übersetzte er den vom britischen Astronomen Patrick Moore verfassten Band Guinness-Buch der Sterne ins Deutsche. Harro Zimmer war Ende der 1980er Jahre ferner Moderator in der achtteiligen japanisch-deutschen Fernsehserie „Eine galaktische Odyssee“. Er war von 1996 an Mitglied der kalifornischen Planetary Society.
Seit 1996 war er Ehrenmitglied des Vereins Wilhelm-Foerster-Sternwarte. Ihm zu Ehren wird von der Sternwarte ab 2025 in jedem Frühjahr ein Vortrag unter dem Titel „Harro Zimmer Space Lecture“ über aktuelle Entwicklungen in der Weltraumfahrt angeboten.
Harro Zimmer heiratete am 23. Mai 1969 Renate Stein. Aus der Ehe gingen eine Tochter und ein Sohn hervor. Sein Sohn Nicolas Zimmer ist Vorstandsvorsitzender der Technologiestiftung Berlin.

## Veröffentlichungen (Auswahl)
- Aufbruch ins All – die Geschichte der Raumfahrt, Primus, Darmstadt, 2007, ISBN 978-3-89678-335-6.
- Saturn – Aufbruch zum Herrn der Ringe, Primus, Darmstadt, 2006, ISBN 978-3-89678-281-6.
- Das NASA-Protokoll – Erfolge und Niederlagen, Kosmos, Stuttgart, 1997, ISBN 978-3-440-07227-1.
- Der rote Orbit : Glanz und Elend der russischen Raumfahrt, Franckh-Kosmos, Stuttgart, 1996, ISBN 978-3-440-07226-4.
- Die Sterne, Ullstein, Berlin, Frankfurt am Main, Wien, 1982, ISBN 978-3-550-07916-0.
- Astronomie 2000 – das neue Weltbild der Astrophysik, Safari bei Ullstein, Berlin, 1979, ISBN 978-3-7934-1644-9.
- Neue Wege der Kometenforschung, Rendezvous mit dem Kometen Halley, Wilhelm-Foerster-Sternwarte, Berlin, 1979.
- Weltraumfahrt, Safari-Verlag, Berlin, 1978, ISBN 978-3-7934-1402-5.
- Der neue Mars – erste astronomisch-planetologische Ergebnisse der Viking-Mission, Wilhelm-Foerster-Sternwarte, Berlin, 1976.
- Die Venusatmosphäre und Mariner 10 – Erste Ergebnisse der Merkurerkundung, Wilhelm-Foerster-Sternwarte, Berlin, 1974.
- Der Einsatz der Photographie im Skylab-Programm, Wilhelm-Foerster-Sternwarte, Berlin, 1973.
- Das Problem der Erdgestalt, in: Die Sterne, Jahrgang 39, Heft 11/12, Barth, Leipzig, 1962.
- Die Helligkeit und die Entfernung von Alpha Scorpii, in: Die Sterne, Jahrgang 34, Heft 11/12, Barth, Leipzig, 1958.